# Drosophila austroheptica
Drosophila austroheptica este o specie de muște din genul Drosophila, familia Drosophilidae, descrisă de Tsaur și Lin în anul 1991.
Este endemică în Taiwan. Conform Catalogue of Life specia Drosophila austroheptica nu are subspecii cunoscute.